# Premnas
Premnas is een monotypisch geslacht van straalvinnige vissen uit de familie van de Pomacentridae (Rifbaarzen of Koraaljuffertjes).

## Soort
- Premnas biaculeatus (Bloch, 1790) – Bruine anemoonvis